# A Morte Transparente
A Morte Transparente é um filme policial brasileiro de 1978, dirigido por Carlos Hugo Christensen. O diretor retoma o tema da violência da juventude carioca, a qual já abordara em Anjos e Demônios de 1970 

## Elenco
- Bibi Vogel...Marlene
- Wagner Montes...Beto
- Jayme Barcellos...Delegado Costa
- Roberto Faissal...Rui
- Fernando Almeida...Ramiro
- Osmar de Mattos...Nando
- Darcy de Souza...Jandira
- Paulo Brandão...Dr. Montello
- Sílvio Luiz...Dingo
- Tatiana Leal...Moça do telefone
- Affonso Braga...Detetive Ângelo
- Ricardo Barros...Giba
- Marcos André...Serjão
- Ricardo Faissal...Paulinho
- Denize Izeksoh...Garota da praia)
- Levi Salgado
- Ricardo Faria...Garoto da praia
- Sônia de Moraes...Vitória
- Domício Costa...Tony

## Sinopse
Beto é um jovem carioca desocupado que é sustentado por um amigo homossexual. Ele se junta a três outros amigos e invadem uma mansão isolada, onde Beto sabe que a proprietária, a bela Marlene, está sozinha. Marlene aparentemente se afoga na piscina e o bando foge, mas Beto deixa cair alguns pertences. O Delegado Costa o chama a delegacia para prendê-lo, mas Marlene aparece viva e retira a queixa. Beto acha que ela quer ter um caso com ele e de fato os dois iniciam um romance. Marlene conta que é sustentada por um industrial paulista casado e que ele a colocara como beneficiária de um seguro de vida. Beto se cansa do triângulo amoroso e resolve matar o industrial, com o apoio de Marlene. Mas, a partir daí, as coisas não saem como o casal planeja.

## Citação
"Levem-me a algum lugar a Leste de Suez / Onde o melhor é igual ao pior / E não existem os 10 mandamentos". (Rudyard Kipling) (nos letreiros iniciais)